# Portrush
Portrush is een plaats in het Noord-Ierse graafschap County Antrim. De plaats telt 6372 inwoners (2001). Het ligt aan de kust, tegen de tweelingplaats Portstewart aan.
Het grootste deel van de oude stad, waaronder het spoorwegstation, is gebouwd op een kilometerslang schiereiland, Ramore Head.
Buiten het hoogseizoen wonen er veel studenten uit Coleraine.
In 2001 had 23,6% van de bevolking een rooms-katholieke en 70,6% een protestantse achtergrond.

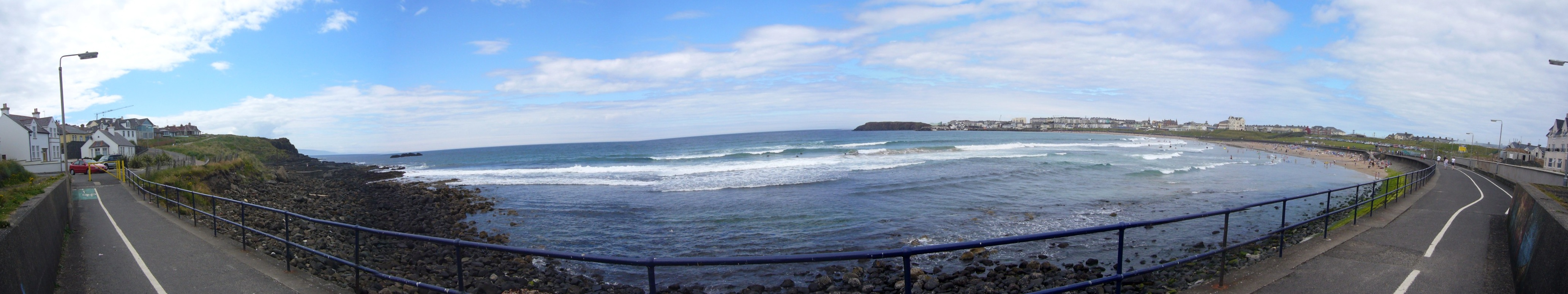
Panorama van Portrush

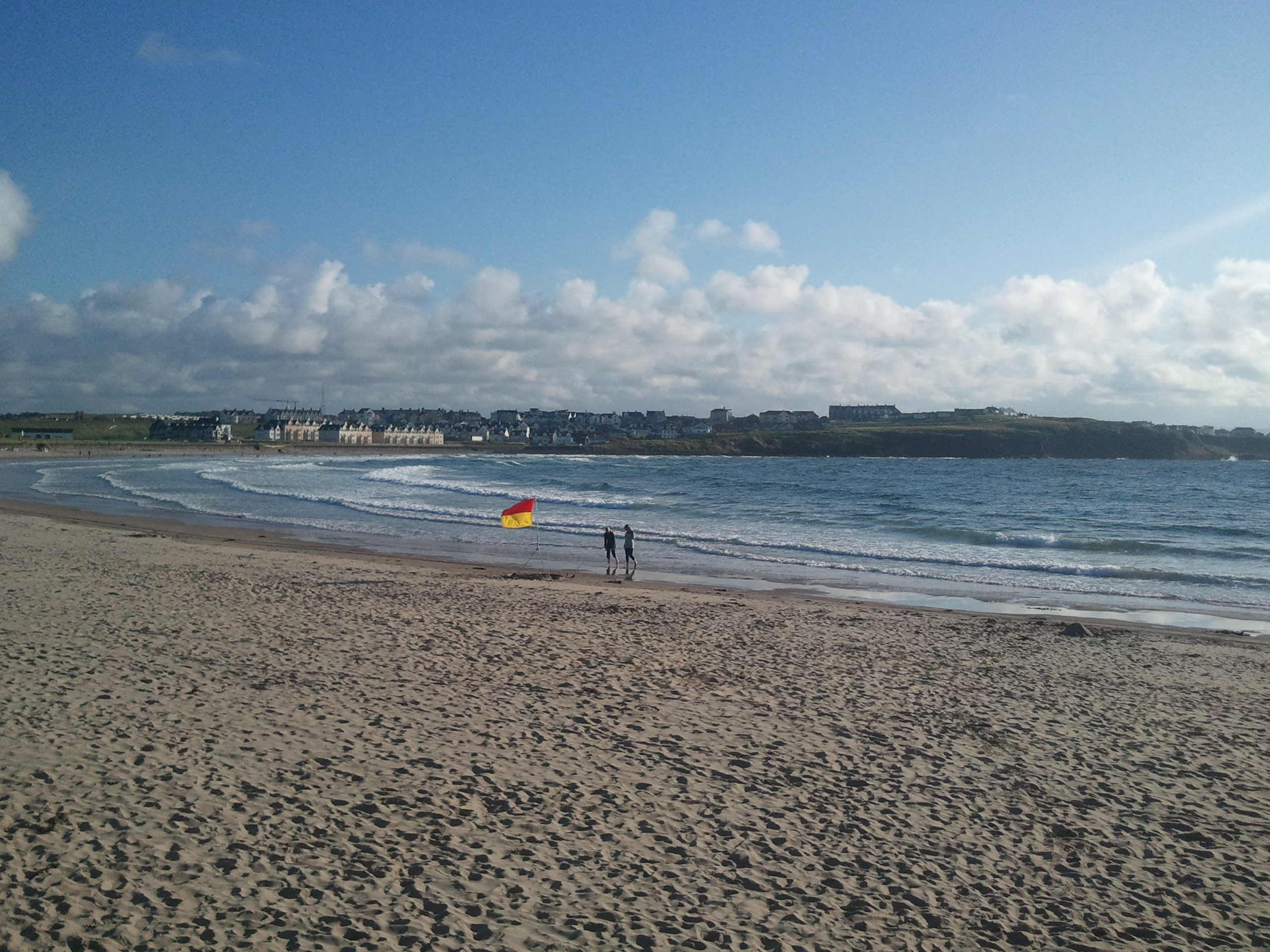
Portrush West Strand Beach

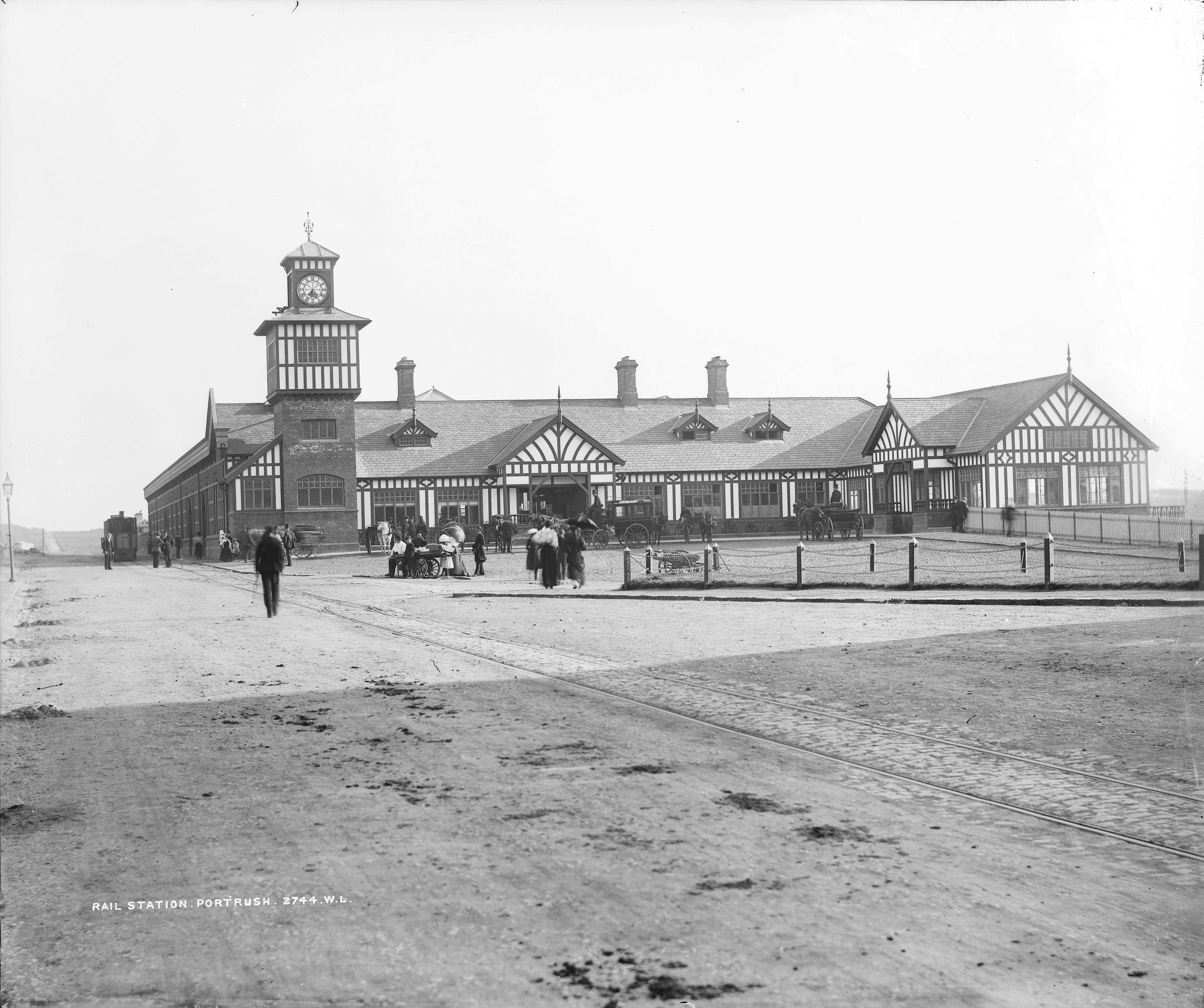
Het station in 1890 met tramlijnen.

Antrim · Ballycarry · Ballycastle · Ballyclare · Ballymena · Ballymoney · Bushmills · Carrickfergus · Cushendun · Glengormley · Greenisland · Larne · Lisburn · Newtownabbey · Portrush · Randalstown